# 一軒前
一軒前（いっけんまえ）とは、中世後期から近世にかけて日本の村落を構成する基本単位として存在した概念。一戸前・役屋（役家）・本役・役前とも呼ばれた。

## 概要
前近代の日本の村落は個人ではなく、家を構成単位としていた。そのため、社会・村落の一員に相応しい個人を「一人前」と呼ぶのと同じように、社会・村落の一員に相応しいと認められるだけの家屋敷や田畑を所有し、年貢や村落内で定めた義務、その他の負担が可能な家を「一軒前」と称された。
一方、村落にある全ての家が一軒前の負担が可能であった訳ではなく、負担の度合いによって「半軒前（半戸・半役）」「四半軒前」などの表現も用いられた。こうした家々は村落内の義務を十分に果たしていないと考えられて、入会地の理由や割地の配分、寄合での発言権や祭祀への参加権など村落の住人としての権利の全部もしくは一部を制限された。
江戸時代に本百姓の概念が導入されると、類似する概念である一軒前が用いられることが少なくなるが、中世の在家役の系譜を引く負担や伝馬役などにおいては、一軒前を用いて負担が表示される場合があった。